# Dárdai Palkó
Dárdai Palkó (Berlin, 1999. április 24. –) egyszeres magyar válogatott labdarúgó, a Puskás Akadémia játékosa.

## Pályafutása

### Klubcsapatokban

#### Hertha BSC
2017. március 18-án a Carl Zeiss Jena ellen 2–2-es döntetlennel végződő mérkőzésen debütált a német negyedosztályban a Hertha második csapatában. Az 51. percben Marcus Mlynikowski passzából gólt szerzett. Ez időben már többször is együtt készült a felnőttcsapattal, tétmeccsen azonban még nem került be a keretbe.
Április 5-én került be a Borussia Mönchengladbach ellen pályára lépő felnőtt de játéklehetőséget még nem kapott. Július elején a felnőtt keret tagja lett, és profi szerződést kapott a klubtól. A 2017–18-as szezon előtti felkészülési időszakban több mérkőzésen is játszott, és az Oranienburger FC Eintracht együttese ellen (2–0) a 26. percben ő szerezte a Hertha első gólját. A Rot-Weiss Erfurt ellen ismét kezdőként kapott lehetőséget apjától. A 28. percben jó ütemben passzolt a bal szélen felfutó Maximilian Mittelstädt elé, és az alapvonalról középre adott labdát Vedad Ibišević húzta kapura. A kapus elsőre bravúrral védett, de az ismétlést már nem tudta hárítani. Újfent kezdő volt az amatőr Club Italia 80 Berlin ellen, ahol a Hertha BSC 9–0-s győzelmet aratott. Az angol Liverpool FC elleni felkészülési mérkőzésen, amin 3–0-ra kikaptak, Dárdai a 66. percben állt be. Augusztus 26-án a 2017–18-as szezon 5. fordulójában a Hertha II-ben a Viktoria 1889 Berlin ellen a 82. percben gólt szerzett ugyan, de a mérkőzést 4–1-re elvesztették. Az első csapatban tétmérkőzésen november 2-án, az Európa-ligában mutatkozott be a Zorja Luhanszk ellen 2–0-ra megnyert mérkőzésen: a 80. percben Alexander Esswein cseréjeként lépett pályára. December 7-én második felnőtt tétmérkőzésén kezdőként 77 percet töltött a pályán az Európa-ligában a svéd Östersunds FK ellen. A német Bundesligában április 28-án az Augsburg elleni bajnoki mérkőzésen a 71. percben Salomon Kalou cseréjeként debütált. A 2018-2019-es Bundesliga szezon 5. fordulójában a Werder Bremen elleni mérkőzésen először volt tagja a Hertha kezdőcsapatának. 2020. február 14-én először játszott együtt tétmérkőzésen testvérével, Dárdai Mártonnal a második csapatban a ZFC Meuselwitz ellen. A 2020-21-es szezon első két fordulójában 1–1 gólt szerzett a negyedosztályban.

#### MOL Fehérvár
2021. január 5-én bejelentették, hogy a magyar MOL Fehérvár csapatába igazolt. Január 23-án mutatkozott be tétmérkőzésen az Újpest elleni bajnoki mérkőzésen a 66. percben Rúben Pinto cseréjeként. A találkozót a Fehérvár idegenben 5–0-ra nyerte meg. Január 30-án megszerezte első gólját a Budapest Honvéd ellen hazai pályán 2–1-re elvesztett bajnoki mérkőzésen. Április 21-én a Mezőkövesd ellen a 65. percben Loïc Nego ívelte a védelem mögé a labdát, Dárdai pedig ballal a hosszú sarokba lőtt. A 2021–22-es szezon első bajnoki fordulójában a Zalaegerszeg ellen a 47. percben 20 méterről lőtt Demjén Patrik kapujába, a mérkőzés 1–1-re végződött. Augusztus 21-én a Kisvárda ellen előbb Budu Zivzivadzenek adott gólpasszt, majd a 75. percben megszerezte csapata második gólját a 2–1-re megnyert mérkőzésen. Szeptember 18-án a kupában a Sopron ellen a 19. percben Csoboth Kevin passzából tudott eredményes lenni. November 3-án ismét eredményes volt a kupában a Zugló ellen. November 7-én a Zalaegerszeg ellen egy gólt és két gólpasszt jegyzett. 2022. február 25-én a Paks ellen 3–2-re elvesztett bajnoki mérkőzésen a 13. percben volt eredményes. 2022. július 21-én a labdarúgó Európa-konferencialiga 2. selejtezőkörében 2 gólpasszt adott az azeri Qabala ellen 4–1-re megnyert hazai mérkőzésen. Augusztus 18-án Kölnben az Európa-konferencialiga főtáblájáért folyó párharc első mérkőzésén (2–1) győztes gólt szerzett.

#### Ismét a Hertha BSC-ben
2023. július 25-én hároméves szerződést írt alá régi-új klubjához, a Herthához. Augusztus 13-án, a Német Kupa gólt szerzett a Carl Zeiss Jena elleni 5–0-s győzelem során.

### Puskás Akadémia
2025. július 8-án ismét az NB I-be, az előző bajnokságot a második helyen záró Puskás Akadémiához igazolt.

### A válogatottban
Német és magyar útlevele is van. 2013-ban felvetődött a neve az U15-ös magyar válogatottban számításba vehető fiatalok kiválasztásakor, a következő évben pedig háromszor is meghívták, de azt egyéb elfoglaltságai miatt nem fogadta el. Ezután a német korosztályos keretnek lett tagja és nem egyszer készült a csapattal, de mivel nem voltak meg a német okmányai, mérkőzésen nem szerepelhetett. 2017. április 17-én Meikel Schönweitz a kezdőcsapatban küldte pályára a német U18-as válogatottban az Ausztria korosztályos válogatottja ellen játszott felkészülési találkozón. Pontosan egy hónappal később az olasz korosztályos csapat ellen ismét kezdőként kapott lehetőséget és a 66. percben, már 4–0-s állásnál cserélték le. Augusztus 31-én már az U19-es válogatottban lépett pályára kezdőként a svájci U19-es válogatott elleni felkészülési találkozón, pár nappal később az angolok ellen is pályára lépett Manuel Wintzheimer cseréjeként a 97. percben. 2021 márciusában bekerült Gera Zoltán U21-es labdarúgó-Európa-bajnokságon résztvevő magyar keretébe, de később sérülés miatt lemaradt a tornáról.2022. november 13-án Kleinheisler László sérülése miatt Marco Rossi szövetségi kapitány meghívta őt a Luxemburg és a Görögország elleni barátságos mérkőzésekre a válogatottba.

## Statisztika

### Klubcsapatokban
2025. augusztus 16-i állapot szerint.
| Klub             | Szezon           | Bajnokság | Bajnokság | Kupa  | Kupa  | Nemzetközi | Nemzetközi | Összesen | Összesen |
| Klub             | Szezon           | Mérk.     | Gólok     | Mérk. | Gólok | Mérk.      | Gólok      | Mérk.    | Gólok    |
| ---------------- | ---------------- | --------- | --------- | ----- | ----- | ---------- | ---------- | -------- | -------- |
| Hertha BSC II    | 2016–17          | 3         | 1         | —     | —     | —          | —          | 3        | 1        |
| Hertha BSC II    | 2017–18          | 6         | 1         | —     | —     | —          | —          | 6        | 1        |
| Hertha BSC II    | 2018–19          | 13        | 3         | —     | —     | —          | —          | 13       | 3        |
| Hertha BSC II    | 2019–20          | 21        | 7         | —     | —     | —          | —          | 21       | 7        |
| Hertha BSC II    | 2020–21          | 7         | 2         | —     | —     | —          | —          | 7        | 2        |
| Hertha BSC II    | Összesen         | 50        | 14        | —     | —     | —          | —          | 50       | 14       |
| Hertha BSC       | 2017–18          | 2         | 0         | —     | —     | 2          | 0          | 4        | 0        |
| Hertha BSC       | 2018–19          | 7         | 0         | 1     | 0     | —          | —          | 8        | 0        |
| Hertha BSC       | Összesen         | 9         | 0         | 1     | 0     | 2          | 0          | 12       | 0        |
| MOL Fehérvár     | 2020–21          | 14        | 2         | 2     | 0     | —          | —          | 16       | 2        |
| MOL Fehérvár     | 2021–22          | 32        | 5         | 4     | 2     | 2          | 0          | 38       | 7        |
| MOL Fehérvár     | 2022–23          | 29        | 5         | —     | —     | 6          | 2          | 35       | 7        |
| MOL Fehérvár     | Összesen         | 75        | 12        | 6     | 2     | 8          | 2          | 89       | 16       |
| Hertha BSC       | 2023–24          | 22        | 6         | 1     | 1     | —          | —          | 23       | 7        |
| Hertha BSC       | 2024–25          | 16        | 1         | 2     | 0     | —          | —          | 18       | 1        |
| Hertha BSC       | Összesen         | 38        | 7         | 3     | 1     | —          | —          | 41       | 8        |
| Puskás Akadémia  | 2025–26          | 4         | 1         | —     | —     | 2          | 0          | 6        | 1        |
| Karrier összesen | Karrier összesen | 175       | 34        | 10    | 3     | 12         | 2          | 197      | 39       |

### A válogatottban
| Magyarország | Magyarország | Magyarország |
| Év           | Mérk.        | Gólok        |
| ------------ | ------------ | ------------ |
| 2022         | 1            | 0            |
| Összesen     | 1            | 0            |

### Mérkőzései a válogatottban
| Magyarország | Magyarország       | Magyarország           | Magyarország | Magyarország | Magyarország | Magyarország | Magyarország | Magyarország |
| #            | Dátum              | Helyszín               | Hazai        | Eredmény     | Vendég       | Kiírás       | Gólok        | Esemény      |
| ------------ | ------------------ | ---------------------- | ------------ | ------------ | ------------ | ------------ | ------------ | ------------ |
| 1.           | 2022. november 20. | Budapest, Puskás Aréna | Magyarország | 2 – 1        | Görögország  | barátságos   | -            | 72'          |
|              | Összesen           |                        |              | 1            | mérkőzés     |              | 0            | gól          |

## Sikerei, díjai

### Klubcsapatokkal
MOL Fehérvár
- NB I bronzérmes: 2020–21

## Családja
Édesapja, Dárdai Pál a Hertha BSC felnőtt csapatának vezetőedzője, korábban a magyar labdarúgó-válogatott szövetségi kapitánya is volt. Nagyapját szintén Dárdai Pálnak (1951–2017) hívták és ő is labdarúgó volt, aki a Pécsi MSC-ben töltötte karrierjének nagy részét. Testvére Dárdai Márton és Dárdai Bence mindketten a Hertha BSC csapatának a tagja. Nagybátyja, Dárdai Balázs a futballpályán lelte halálát 2002-ben.